# 496 pr. n. št.

## Smrti
- Pitagora, grški filozof, matematik, mistik (* 582 pr. n. št.)
- Sundzi, kitajski general, diplomat in vojaški teoretik (* 544 pr. n. št.)